# Beate Zelinsky
Beate Zelinsky (* 1956 in Hannover) ist eine deutsche Klarinettistin und Musikpädagogin.

## Leben
Zelinsky studierte an der Hochschule für Musik, Theater und Medien Hannover Klarinette bei Hans Deinzer und war lange Zeit Mitglied der Jungen Deutschen Philharmonie. Mit Ensembles für neue Musik wie dem Ensemble Modern, dem Ensemble 13, dem Ensemble Köln und der MusikFabrik und mit Kammermusikformationen wie dem Hilliard Ensemble spielte sie Ur- und Erstaufführungen von Werken zeitgenössischer Komponisten. Sie trat bei Festivals auf und gab Konzerte in Europa, den USA und Japan.
Seit 1980 bildet Zelinsky mit dem Klarinettisten David Smeyers Das Klarinettenduo. Dem Duo wurden mehr als fünfzig Duos und andere Werke gewidmet, u. a. von Adriana Hölszky, Nikolaus Brass und Atli Ingólfsson. Das Klarinettenduo spielte als solistisch, mit Streichquartetten, Akkordeonisten, Kontrabassisten, Pianisten, Sängern und anderen Kammerensembles eine Reihe von Hörfunk-, Schallplatten-, CD- und Fernsehaufnahmen ein und wirkte u. a. an zahlreichen Hörspielproduktionen des WDR mit. Seit 2018 treten Zelinsky und Smeyers mit dem Akkordeonisten Krisztián Palágyi auf und spielen Adaptionen klassischer Werke für diese Besetzung.
Von 2000 bis 2004 unterrichtete Zelinsky Klarinette und Kammermusik an der Hochschule für Musik und Theater Rostock, danach an der Hochschule für Musik und Tanz Köln. Daneben gibt sie im In- und Ausland Meisterkurse für Schüler, Studenten und Lehrer und publiziert in Fachzeitschriften Artikel über neue Musik und Klarinettenliteratur.